# Георгіївський собор (Видубицький монастир)
Георгіївський собор — центральна споруда в архітектурному ансамблі Видубицького монастиря у Києві. Один із найкращих шедеврів українського бароко, пам'ятка архітектури. Храм зведено на честь Георгія Переможця коштом полковника Михайла Миклашевського впродовж 1696–1701 років.

## Історія
Ще у часи княжої доби Руси-України Видубицький монастир став визначним культурним центром. Першим мурованим храмом на його території був Михайлівський собор, зведений у 1070–1088 роках.
З періодом національного відродження часів Гетьманщини пов'язаний другий етап у формуванні архітектурного ансамблю монастиря, коли меценатом та покровителем монастиря став стародубський полковник Михайло Миклашевський. На його кошти звели Георгіївський собор і монастирську трапезну. У наступні роки за підтримки гетьмана Данила Апостола спорудили триярусну дзвіницю.
Урочисте закладення будівлі Георгіївського собору відбулось 11 червня 1696 року, завершено будівництво через п'ять років 15 липня 1701 року. У цьому ж році собор посвятив митрополит Варлаам Ясинський.
Особливою гордістю храму був п'ятиярусний позолочений іконостас, подарований дружиною гетьмана Данила Апостола Ганною.

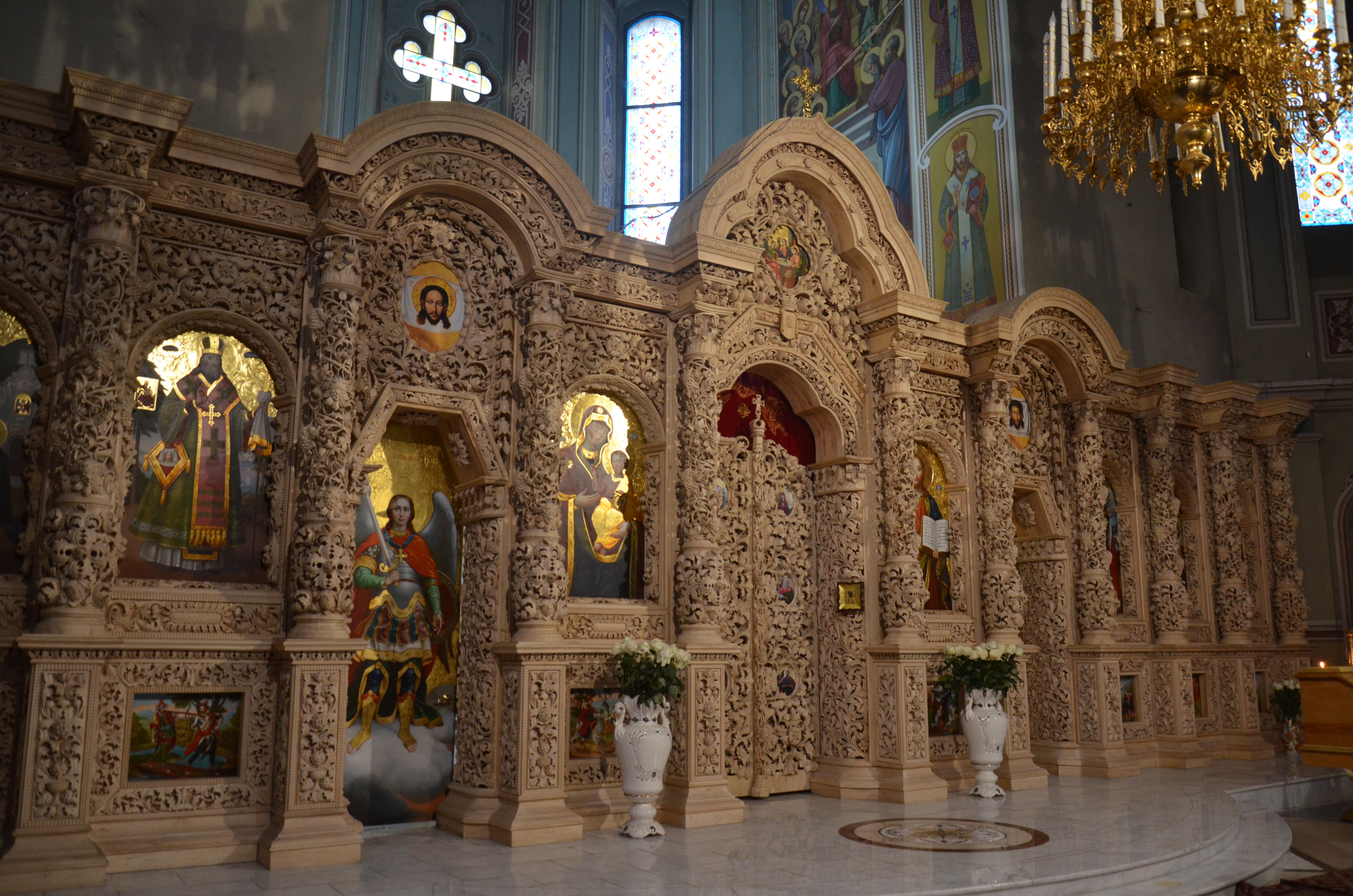
Іконостас Георгіївського собору

За совєтської влади собор закрили, церковне начиння реквізували. У 1936 році на вогнищі, влаштованому комсомольцями Центральної ради спілки войовничих безбожників (ЦРСВБ) спалили п'ятиярусний іконостас Георгіївської церкви, попри те, що він був одним із найкращих творів доби українського бароко.
Пожежа в ніч на 26 листопада 1968 року повністю знищила внутрішнє вбрання з фресками включно. Обвалилися бані храму та згоріло також зібрання унікальних стародруків Історичної академії наук УРСР, яке зберігалося у приміщені собору. Відновлювали собор в 1969-1982 роках за проєктом архітекторки Раїси Бикової. Після пожежі та відбудови Георгіївського собору було ухвалено рішення про передачу архітектурного комплексу Видубицького монастиря Інституту археології АН України і собор став сховищем.
Відродження святині почалося на зламі тисячоліть, коли монастирські споруди повернули Українській православній церкві Київського патріархату. У 1998 році у Георгіївському монастирі відбулась перша недільна служба. Станом на літо 2007 року, собор відремонтовано ззовні (за виключенням головного купола, роботи на якому тривають), відроджено перший ярус іконостасу та розпочато роботи з відновлення розписів.

## Архітектура
Собор належить до п'ятибанних дев'ятидільних храмів за зразком ніжинського Собору святого Миколая Чудотворця, поширених у тогочасній Гетьманщині.